# Oglalas

Drapeau Oglala depuis 1961

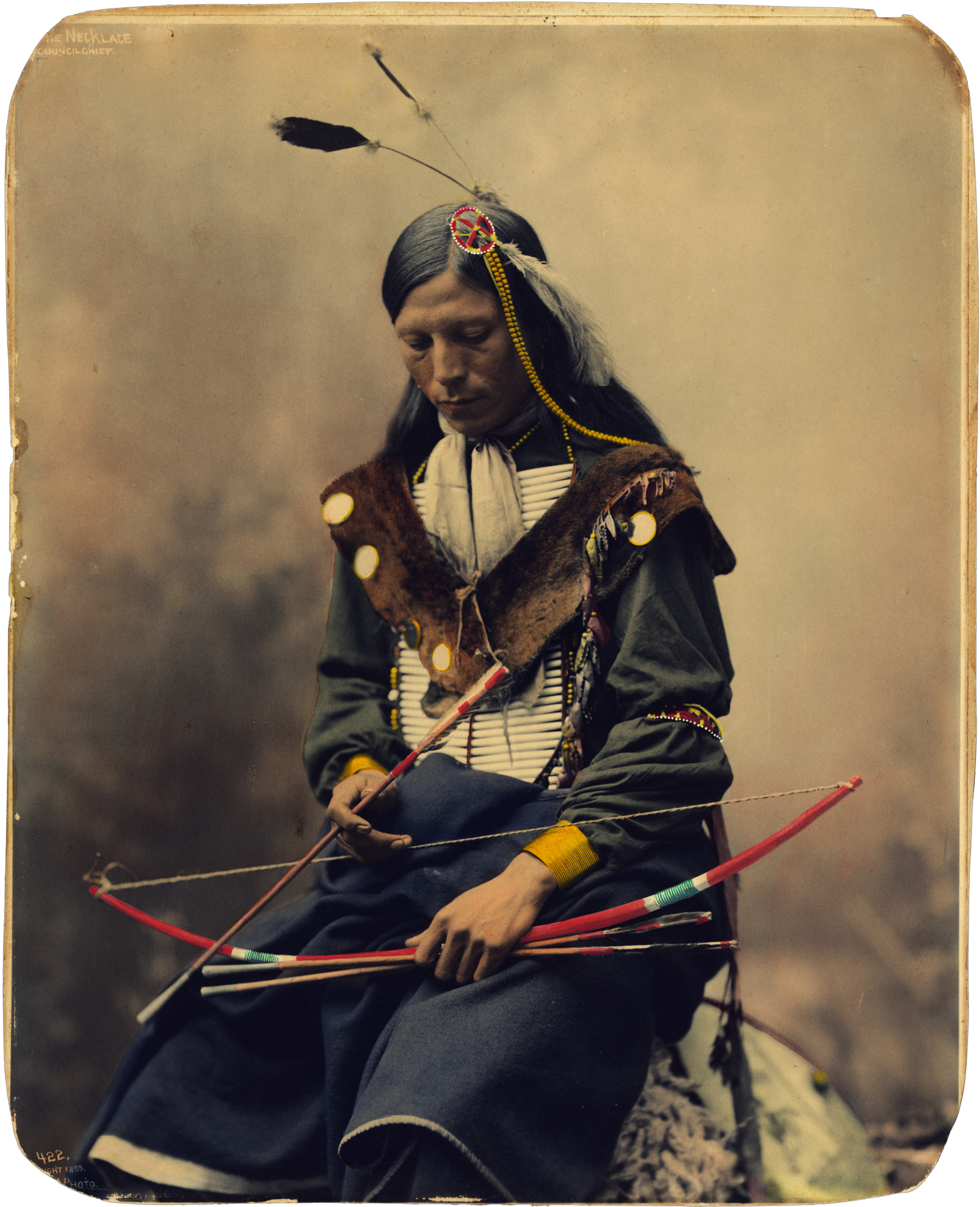
Indien Oglala, 1899.

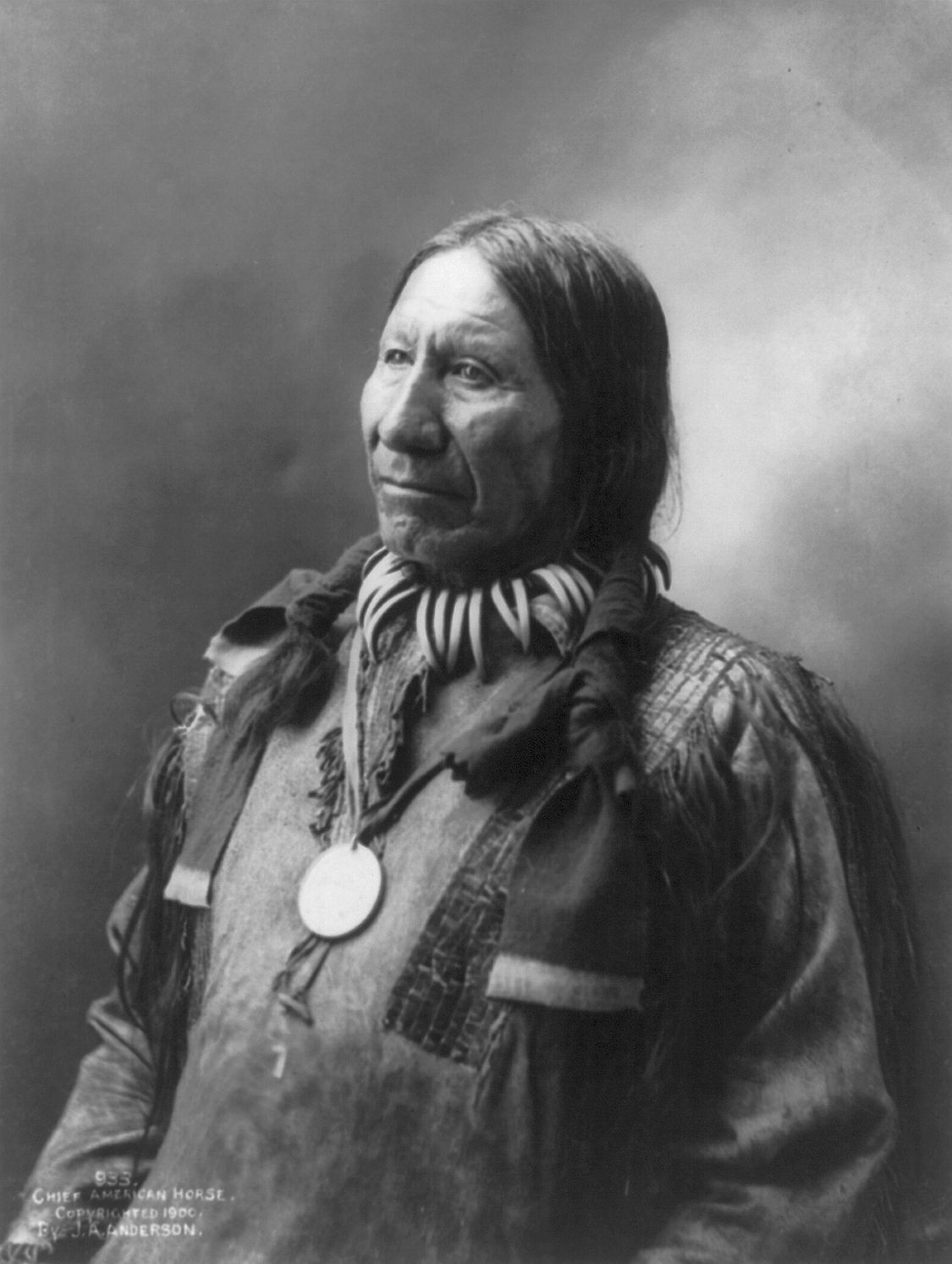
Le chef Oglala Cheval Américain (American Horse "The Younger" / Wašíčuŋ Tȟašúŋke)

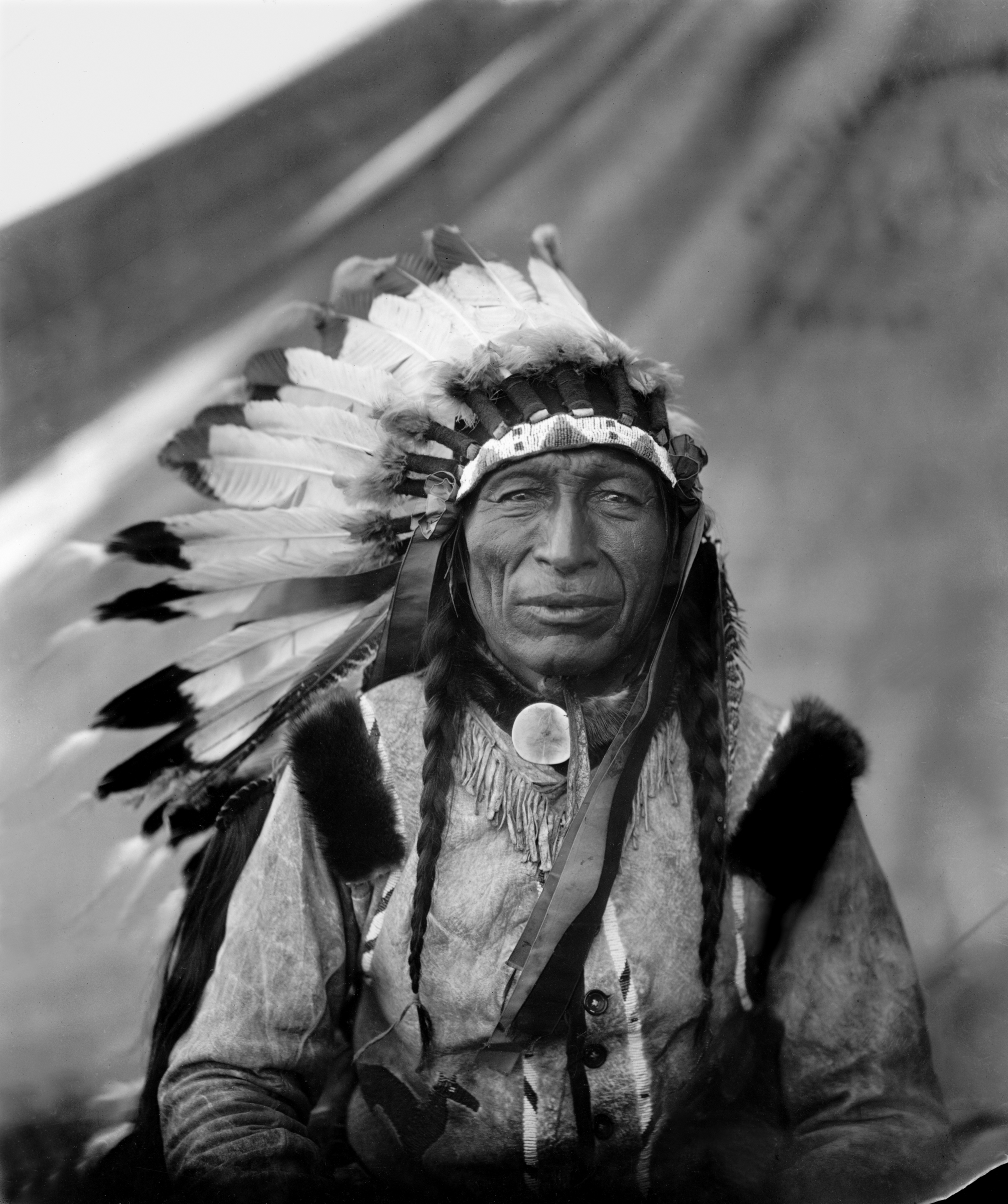
Le chef Queue de fer (Iron Tail / Siŋté Máza')

Les Oglalas ou Oglala Lakota sont l'un des sept clans des premières nations qui forment la tribu des Lakotas. Cette entité est apparue au XVIIIe siècle. Au début du XIXe siècle, les Oglalas se séparent des autres Sioux Lakotas : vers 1830, ils rassemblent quelque 3 000 membres.
Oglala signifie « ils se dispersent » en langue lakota. Tashunca-Uitco (Crazy Horse) était l'un des chefs de ce clan au XIXe siècle.
Bien que né d'un père Brûlé, Red Cloud fut aussi un célèbre chef Oglala qui réussit à fédérer les Sioux et organiser une résistance contre les blancs et l'armée américaine en menant ce qu'il est convenu d’appeler la guerre de Red Cloud de 1866 à 1868.
Flying Hawk (en) (1854-1931) est un guerrier puis historien, éducateur et philosophe Oglada.
American Horse et Iron Tail sont 2 autres chefs Ogladas connus.
Les Oglalas ont participé à la bataille de Little Bighorn.
Les Oglalas vivent désormais dans la réserve indienne de Pine Ridge (Dakota du Sud, aux États-Unis), à la frontière avec le Nebraska et à moins de 100 km du Wyoming. C'est la deuxième plus grande réserve indienne des États-Unis. Au recensement de 2000, 15 221 Oglalas y résident et en 2008, on compte 42 357 membres de cette tribu.

## Hommages
- USS Oglala (CM-4), un mouilleur de mines.
- Lance Crow Dog, héros de la série de bande-dessinée éponyme créé par Serge Perrotin, est un agent du FBI attitré aux affaires indiennes. C'est un métis dont le père est un Oglala de Pine Ridge[3].